# Farr West
Farr West is een plaats (city) in de Amerikaanse staat Utah, en valt bestuurlijk gezien onder Weber County.

## Demografie
Bij de volkstelling in 2000 werd het aantal inwoners vastgesteld op 3094.
In 2006 is het aantal inwoners door het United States Census Bureau geschat op 4828, een stijging van 1734 (56.0%).

## Geografie
Volgens het United States Census Bureau beslaat de plaats een oppervlakte van
15,1 km², waarvan 15,1 km² land. De plaats ligt even ten oosten van het Great Salt Lake.

## Plaatsen in de nabije omgeving
De onderstaande figuur toont nabijgelegen plaatsen in een straal van 8 km rond Farr West.